# Mikołaj Tarkowski
Mikołaj Tarkowski – polski prawnik, dr hab. nauk prawnych, profesor uczelni Instytutu Prawa i Administracji Akademii Pomorskiej w Słupsku.

## Życiorys
W 2008 ukończył studia prawnicze na Uniwersytecie Gdańskim, 10 grudnia 2012 obronił pracę doktorską Adwokatura wileńska 1918-1939, 19 czerwca 2019 habilitował się na podstawie pracy zatytułowanej Polacy na Litwie i Białorusi pod rzqdami Aleksandra II (1855-1881). Studium historyczno-prawne. Objął funkcję adiunkta w Katedrze Historii Państwa i Prawa Polskiego i Doktryn Polityczno-Prawnych na Wydziale Prawa i Administracji Uniwersytetu Warmińsko-Mazurskiego w Olsztynie, w Katedrze Administracji i Socjologii na Wydziale Nauk o Zarządzaniu i Bezpieczeństwie Akademii Pomorskiej w Słupsku oraz w Gdańskiej Szkole Wyższej.
Piastuje stanowisko profesora uczelni Instytutu Prawa i Administracji Akademii Pomorskiej w Słupsku.